# Bartók Imre
Bartók Imre (Budapest, 1985. március 30. –) magyar író.

## Élete és pályafutása
Középiskolai tanulmányait az ELTE Radnóti Miklós Gyakorló Gimnáziumában végezte. 2008-ban Az Eötvös Loránd Tudományegyetem Bölcsészettudományi Karának filozófia szakán végzett, majd az esztétika szakon doktorált. 2011-ben kiadott első regénye (Fém, Kalligram Könyvkiadó) után 2013-tól évente jelentek meg regénytrilógiájának darabjai (A patkány éve, A nyúl éve, A kecske éve). Szépirodalmi munkássága mellett irodalomtörténeti monográfiákat, tanulmányokat, kritikákat, esszéket is írt, illetve számos kortárs képzőművészeti kiállítást nyitott meg. 2013-ban Móricz Zsigmond-ösztöndíjat kapott, illetve Horváth Péter irodalmi ösztöndíjra jelölték. 2015-ben Örkény István drámaírói ösztöndíjat kapott, és a fordításában megjelent Clive Barker A vér evangéliuma című regénye a Libri Kiadó gondozásában. 2016-ban Hazai Attila Irodalmi Díjat kapott, illetve a Jelenkor Kiadó gondozásában megjelent Láttam a ködnek országát című regénye. 2018-ban szintén a Jelenkor Kiadó gondozásában jelent meg Jerikó épül című regénye. 2020-ban Baumgarten-díjat, illetve Térey János-ösztöndíjat kapott, de utóbbit visszautasította.

## Könyvei

### Szépirodalom
- Fém, regény, Kalligram Könyvkiadó, 2011
- A patkány éve, regény, Libri Kiadó, 2013
- A nyúl éve, regény, Libri Kiadó, 2014
- A kecske éve, regény, Libri Kiadó, 2015
- Goebbels, dráma, József Attila Kör (Melting Books), 2015
- Láttam a ködnek országát, regény, Jelenkor Kiadó, 2016
- Jerikó épül, regény, Jelenkor, Bp., 2018
- Majmom, Vergilius, prózavers, Szépmesterségek Alapítvány, Miskolc, 2020
- Lovak a folyóban, regény, Jelenkor, Bp., 2021
- Budapest Nagyregény. regény, Budapest Brand Nonprofit Zrt., Bp., 2023 (társszerző)